# Christifideles laici
Christifideles laici ( latim eclesiástico:  [kristifiˈdeles ˈla.itʃi] ) é uma exortação apostólica pós-sinodal do papa João Paulo II, assinada em Roma em 30 de dezembro de 1988. É um resumo do ensino que surgiu do sínodo dos bispos de 1987 sobre a vocação e missão dos leigos na igreja e no mundo. O subtítulo do documento era: Sobre a vocação e a missão dos fiéis leigos na Igreja e no mundo. Seus textos bíblicos primários eram a parábola dos trabalhadores na vinha (Mateus 20) e a história da verdadeira videira e ramos (João 15). Em Christifideles laici, João Paulo II resumiu muitas de suas ideias ainda em desenvolvimento a respeito da nova evangelização.
O objetivo do documento é indicar o papel da participação leiga na sociedade humana. "Esta Exortação pretende estimular e promover uma consciência mais profunda entre todos os fiéis do dom e da responsabilidade que eles compartilham, tanto em grupo como em indivíduos, na comunhão e missão da Igreja." 
Christifideles laici chama a atenção para o dever dos cristãos leigos de tornar sua conduta diária um testemunho brilhante e convincente do evangelho (CL 34, 51). Nas gerações vindouras, os fiéis leigos devem oferecer a valiosa contribuição de um trabalho sistemático de catequese, sendo os pais os principais catequistas de seus filhos. O serviço à sociedade humana encontra seu cumprimento através da criação e transmissão da cultura.

## Índice
- Introdução

1. Capítulo I, EU SOU A VIDEIRA E VOCÊ SÃO OS RAMOS: A Dignidade dos Leigos Fiéis na Igreja como Mistério
2. Capítulo II, TODOS RAMOS DA ÚNICA VIDEIRA: a participação dos fiéis leigos na vida da igreja como comunhão
3. Capítulo III, CONSTITUÍ-VOS PARA IRDES E DARDES FRUTO: A corresponsabilidade dos leigos fiéis na Igreja como missão
4. Capítulo IV, TRABALHADORES NA VINHA DO SENHOR: Bons mordomos da variada graça de Deus
5. Capítulo V, PARA QUE DEIS MAIS FRUTO: a formação dos fiéis leigos no estado laico